# Parco nazionale della Foresta Nera
Il Parco nazionale della Foresta Nera (in tedesco: Nationalpark Schwarzwald) è un'area naturale protetta situata nel sud-ovest della Germania, nel Land del Baden-Württemberg. Istituito il 1º gennaio 2014, è il primo e unico parco nazionale del Land e si estende per una superficie complessiva di circa 100 km² nella parte settentrionale della Foresta Nera (Nordschwarzwald).

## Storia
L'idea di istituire un parco nazionale nella Foresta Nera è stata discussa per anni nel Baden-Württemberg, suscitando inizialmente un acceso dibattito tra ambientalisti, silvicoltori, operatori turistici e comunità locali. La proposta venne approvata nel 2013 dal Parlamento del Land, con il sostegno del Ministero dell'Ambiente del Baden-Württemberg e del governo regionale. Il parco è stato ufficialmente inaugurato il 1º gennaio 2014, diventando il sedicesimo parco nazionale della Germania.

## Geografia
Il parco è localizzato sul versante occidentale della Foresta Nera occidentale, tra le città di Baden-Baden e Freudenstadt. È suddiviso in due sezioni distinte: la più grande tra Ruhestein (comune di Baiersbronn) e Bad Peterstal-Griesbach, e una più piccola presso il Plättig vicino a Baden-Baden. Il collegamento ecologico tra i due settori è stato oggetto di discussione e pianificazione ambientale fin dalla fondazione del parco.
Il territorio è caratterizzato da rilievi montuosi con altitudini comprese tra i 500 e i 1163 metri s.l.m. (presso il monte Hornisgrinde). Il paesaggio include vallate boscose, torbiere d'altitudine, laghi glaciali (tra cui il Wildsee e l'Huzenbacher See) e pendii rocciosi. I fiumi principali comprendono l'Acher, il Murg e l'Oos.

## Ecologia

### Flora
Il parco nazionale tutela ecosistemi di foresta temperata montana. Le specie vegetali predominanti includono abete rosso (Picea abies), faggio (Fagus sylvatica), abete bianco (Abies alba) e, in minor misura, pino silvestre (Pinus sylvestris) e acero montano (Acer pseudoplatanus). Sono presenti numerosi muschi, felci, licheni epifiti e specie caratteristiche degli ambienti umidi e torbosi, tra cui la rosòlida (Drosera rotundifolia).
Il parco è sede di processi di rinaturalizzazione volti alla conversione dei rimboschimenti artificiali di conifere in foreste miste autoctone, in accordo con il principio guida «Natur Natur sein lassen» («lasciare che la natura segua il suo corso»).

### Fauna
La fauna del parco è rappresentativa degli ecosistemi montani dell'Europa centrale. Tra i mammiferi vi sono il cervo nobile (Cervus elaphus), il capriolo (Capreolus capreolus), il cinghiale (Sus scrofa) e, più raramente, la lince eurasiatica (Lynx lynx), reintrodotta nella regione. Sono comuni il gatto selvatico europeo (Felis silvestris), la martora (Martes martes), la donnola (Mustela nivalis) e il tasso (Meles meles).
Tra gli uccelli meritano menzione il gallo cedrone (Tetrao urogallus), specie simbolo del parco, il picchio tridattilo (Picoides tridactylus), il gufo reale (Bubo bubo) e numerose specie di passeriformi forestali. I corsi d'acqua e le torbiere ospitano anfibi come il tritone alpestre (Ichthyosaura alpestris) e il rospo comune (Bufo bufo).

## Conservazione
Il Parco nazionale della Foresta Nera rientra nella categoria II IUCN e ha come obiettivo principale la tutela degli ecosistemi naturali. La gestione è affidata a un ente autonomo con sede a Ruhestein, che coordina attività di ricerca scientifica, conservazione, monitoraggio della biodiversità, educazione ambientale e promozione del turismo sostenibile.
Entro il 2044, almeno il 75% del territorio sarà lasciato all'evoluzione naturale senza interventi forestali o sfruttamento economico. Il restante 25% continuerà ad essere gestito in modo controllato per proteggere specie e habitat sensibili o per la sicurezza dei visitatori.

## Turismo
Il parco rappresenta una delle principali mete ecoturistiche della Germania sud-occidentale. Numerosi sentieri escursionistici, piste ciclabili e percorsi per sci di fondo attraversano l'area protetta. Il Centro visitatori di Ruhestein, dotato di spazi espositivi interattivi, funge da punto informativo e culturale per il pubblico.
Tra i percorsi più noti si segnalano il Lotharpfad, un sentiero didattico attraverso una zona colpita dalla tempesta Lothar nel 1999, e il Wildnispfad, un sentiero naturalistico che mostra l'evoluzione della foresta lasciata a sé stessa.

## Cultura e scienza
Il parco è anche un laboratorio a cielo aperto per studi ecologici sulla dinamica forestale, il cambiamento climatico e la successione naturale. La collaborazione tra università, centri di ricerca e l'amministrazione del parco consente un costante aggiornamento delle conoscenze sulla biodiversità e la resilienza degli ecosistemi montani.
Dal punto di vista culturale, l'area è legata alle tradizioni della Foresta Nera, con presenza di mulini storici, capanni forestali e testimonianze dell'antico sfruttamento boschivo.